# Spiritfarer
Spiritfarer (с англ. — «перевозчик духов») — компьютерная инди-игра в жанрах управленческого симулятора и экшн-платформера, разработанная канадской студией Thunder Lotus Games и выпущенная самостоятельно на Microsoft Windows, macOS, Linux, PlayStation 4, Nintendo Switch, Xbox One и на облачном сервисе Stadia. 18 августа 2020 года. Протагонистка игры, Стелла, становится духовным наставником, чья работа заключается в перевозке душ умерших людей в загробную жизнь. Игра получила в основном положительные отзывы от критиков, хваливших Spiritfarer за невысокий темп игры, проработанные анимации, оркестровый саундтрек и уникальную тематику.

## Игровой процесс
Авторы описывают Spiritfarer как «уютную игру о смерти». Игрок управляет Стеллой и её ручным котом Нарциссом. Стелла занимает место Харона — паромщика, которому необходимо искать души умерших людей, исполнять их последние желания, после чего доставлять их к Вечным вратам, ведущим в загробную жизнь.
За подобранными на корабль душами надо ухаживать — вовремя кормить их едой, которая им нравится, и иногда обнимать. Каждая душа раскрывает свою историю и даёт задание на выполнение своего последнего желания — например, построить им отдельный дом или найти определённое блюдо. Выполнение заданий потребует поиска особых ресурсов, для чего игроку придётся исследовать мир игры. Довольные души будут помогать игроку вести хозяйство — например, переплавлять металлы или играть музыку, ускоряющую созревание овощей. Кроме того, периодически игроку потребуется улучшать собственный корабль  — например, делая его больше, чтобы на него поместилось больше зданий, или пристроив ледокол к носу, чтобы получить доступ в локацию, закрытую ледяной стеной.

## Критика
Spiritfarer получила преимущественно положительные отзывы критиков. На агрегаторе рецензий Metacritic ПК-версия получила среднюю оценку 84 балла из 100 на основе 33 рецензий, PS4-версия — 82 из 100 на основе 6 рецензий, а на Nintendo Switch игра получила оценку 82 из 100 на основе 16 рецензий.
Том Маркс из IGN оценил игру в 9/10 и присудил ей награду «Выбор редакции», сравнив игру со смесью Animal Crossing и экшн-платформера. Он заявил, что хотя игра «затрагивает тяжёлую тему смерти и тех, кто попал в её руки», она, тем не менее, красочна и позитивна. Он назвал кампанию «полной чарующих персонажей с мрачными, трогательными историями», однако отметил, что «не все персонажи так же важны, как другие». Он посчитал, что возвращение во времени становится «утомительным», формула игры — «предсказуемой», а мирские задания быстро становятся репетативными. Однако он признал, что игра, в которой уходят из жизни любимые персонажи, является трогательной.
Рачел Уоттс из PC Gamer поставила игре оценку 85/100, описав игру как «полноценный симулятор жизни», который «касается тем смерти и сострадания с мастерским балансом». Она, однако, раскритиковала «целенаправленную неопределённость» жизни после смерти и тот факт, что намерения персонажей сознательно запутываются. Эрик ван Аллен из USGamer оценил игру в 4 балла из 5, назвав её сценарий «тёплым, весёлым и чарующим» и сказав, что игрой «лучше всего наслаждаться маленькими кусочками».
Ефим Гугнин из DTF отметил, что «с такими сюжетами Spiritfarer легко могла быть очень депрессивной игрой, но главное чудо в том, что это не так. Она трогательная, разумеется, она драматичная, но нисколько не давящая и даже не трагическая», и заявил, что Spiritfarer может работать в качестве терапии.
Игра была номинирована в категориях «Игры, оказывающие социальное влияние» и «Лучшая инди-игра» на The Game Awards 2020, но уступила  награды Tell Me Why и Hades .